# Gafete

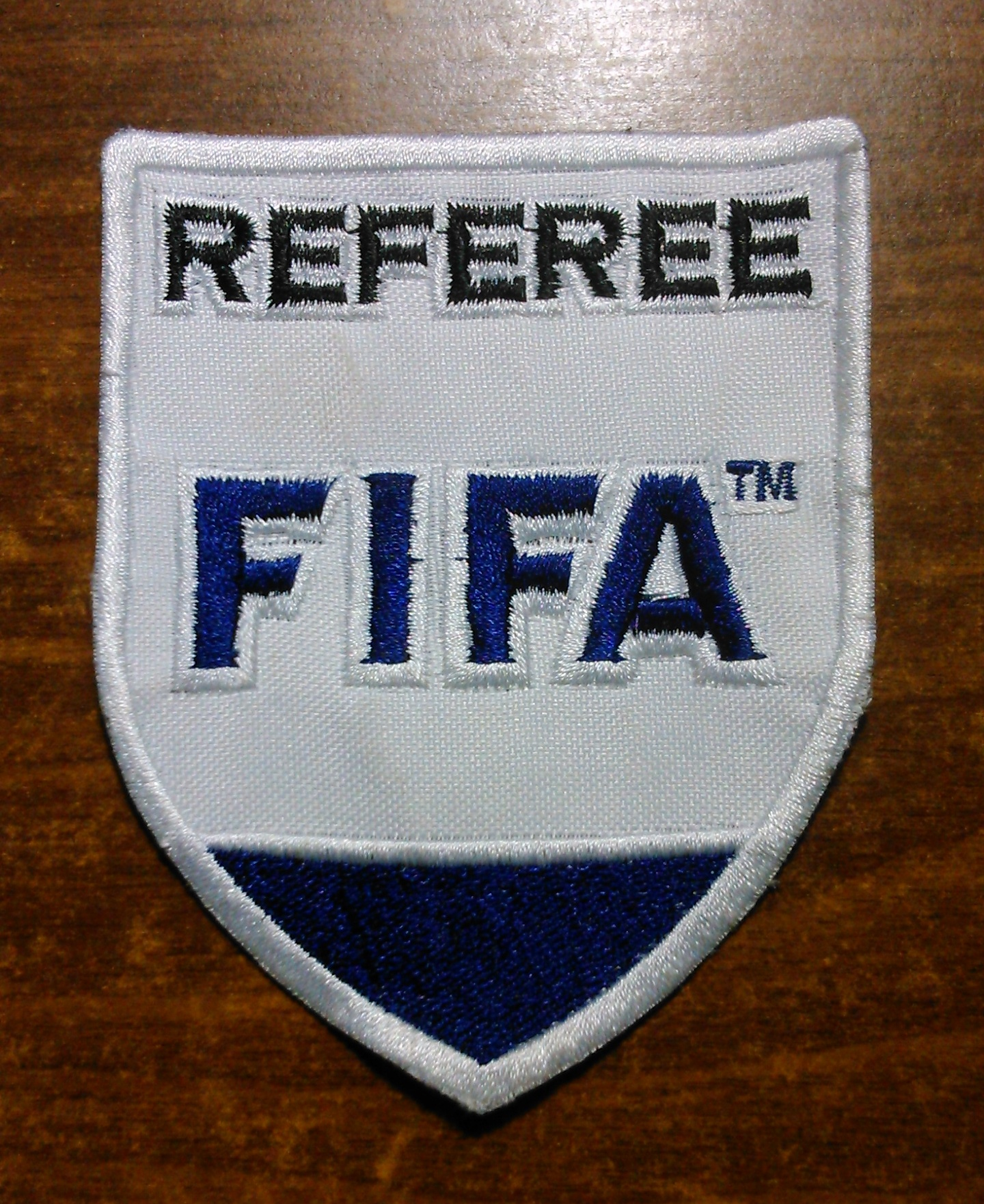
Gafete de árbitro de la FIFA

Gafete se refiere a un término para definir las insignias que se ponen en la ropa. Es utilizado en Colombia, México, Argentina, Chile, y otras regiones de habla hispana (como en Aragón, España).
Es típica en indumentarias deportivas para diferenciar responsabilidades como la del capitán del equipo o del árbitro. También se utiliza para designar las credenciales que se ponen sobre la ropa, como las que se utilizan para identificar al portador y permitirle acceso a edificios, congresos, etc.

## Origen del término
El término puede llevar a error, pues gafete no tiene relación con gafe, ni con gafa o anteojos; sí guarda relación con este último sustantivo pues su etimología deriva del diminutivo de gafa, en el sentido de grapa o enganche con el que se sujetaba los anteojos. En esta línea admite el término la RAE, en la vigésima segunda edición de su diccionario, haciendo referencia solamente a los broches de material metálico con sistema de cierre macho-hembra.

## Composición
Está compuesto por dos partes:
- El soporte, que tiene función doble: complementa la sujeción, y en él es donde la información o datos de la persona que lo utilizase son colocados. Este soporte es generalmente rectangular. Aunque también puede ser circular, oval, triangular, cuadrado, amorfo, etc. Puede ser de plástico, acrílico, aluminio, níquel, bronce, papel, etc. Los hay electrónicos, tales como: pantallas de led, tarjeta para código de barras, tarjeta magnética y por proximidad.
- La sujeción, que complementa el soporte para fijarlo en determinado lugar, por ejemplo: en el cuello, en el cinturón, en la solapa de la camisa, etc. El tipo de sujeción que generalmente se utiliza es el alfiler de gancho o el pin (clavo). También pueden utilizarse otros sistemas, tales como, cintas (colgantes), roller clip (yo-yo retráctil), pescadores, imanes, velcro, ganchos, pinzas, etc.

### Variedades
- De papel: Usualmente son pequeños sobres traslúcidos (de polietileno) donde los datos de la persona se ingresan en un papel y el papel, a su vez, dentro del sobre para quedar protegido de las posibles rupturas, humedad y descuidos. Son la opción más económica haciéndolos ideales para eventos, reuniones y convenciones ya que son de carácter temporal.

- Acrílicos, PVC: Son muy usados por su bajo costo y su gran durabilidad. Casi siempre constan de una placa acrílica que puede ser traslúcida, de color y diversas texturas y sobre la superficie están impresos mediante serigrafía, sublimación o grabado láser.

- Metálicos (níquel, bronce, alpaca, hierro, etc): Mayormente es implementado por empresas o fuerzas de seguridad para la identificación del personal fijo o de planta, ya que su porte y resistencia los hace ideales para el uso diario. Pueden ser intercambiables (generalmente para el personal temporal y/o rotativo) o fijos.

- Pantallas LED: Posee una pantalla con decenas de ledes distribuidos proporcionalmente y conectados a una plaqueta electrónica que procesa los datos (como el nombre, rango, eslogan, etc) para se visualizados en la pantalla luminosa. Es alimentado por una batería o más.

- Código de barras: Constan de dos partes: la tarjeta (generalmente de PVC) y una receptora de datos que incorpora una lente óptica para leer el código numérico grabado en forma de barras sobre la tarjeta para luego ser comparado con los almacenados en memoria y actuar en función de las aplicaciones establecidas: apertura de puertas, paso individualizado en tornos, reloj control de ingreso o salida del personal, etc.

- Tarjeta magnética: Usada para el control de empleados y visitantes en empresas cuando ingresan o egresan de un edificio. También, como el sistema de código de barras, consta de dos partes: una tarjeta que posee los datos grabados en la cinta magnética y una receptora terminal para la captura de los datos. Actúa en función de las utilidades establecidas: apertura de puertas, paso individualizado en tornos, reloj control de ingreso o salida del personal, acceso operativo a equipos, etc.

- Tarjeta por proximidad: Cumple las mismas funciones que la tarjeta magnética, pero su diferencia radica principalmente en que esta puede ser reutilizable ya que en su interior posee un circuito integrado que permite ser modificado, y ya que usan un método por acercamiento al receptor terminal, no sufren desgaste como las tarjetas magnéticas.

Además de estos sistemas electrónicos, también hay otros pero que están siendo desplazados por los ya mencionados anteriormente como sistemas con microchip, infrarrojo, wiegand, etc.
- Datos: Q384074
- Multimedia: Patches / Q384074